# Lac du Oui-Gau
Lac du Oui-Gau är en sjö i Kanada.   Den ligger i regionen Abitibi-Témiscamingue och provinsen Québec, i den sydöstra delen av landet, 260 km norr om huvudstaden Ottawa. Lac du Oui-Gau ligger 370 meter över havet vid sjön Lac Messines.